# Höhle von Font-Bargeix
Die Höhle von Font-Bargeix ist ein archäologischer Fundplatz des ausgehenden Magdaléniens. Sie liegt beim Weiler Bargeix, der zur delegierten Gemeinde Champeaux-et-la-Chapelle-Pommier gehört, jetzt Bestandteil von Mareuil en Périgord im nördlichen Département Dordogne.

## Geographie

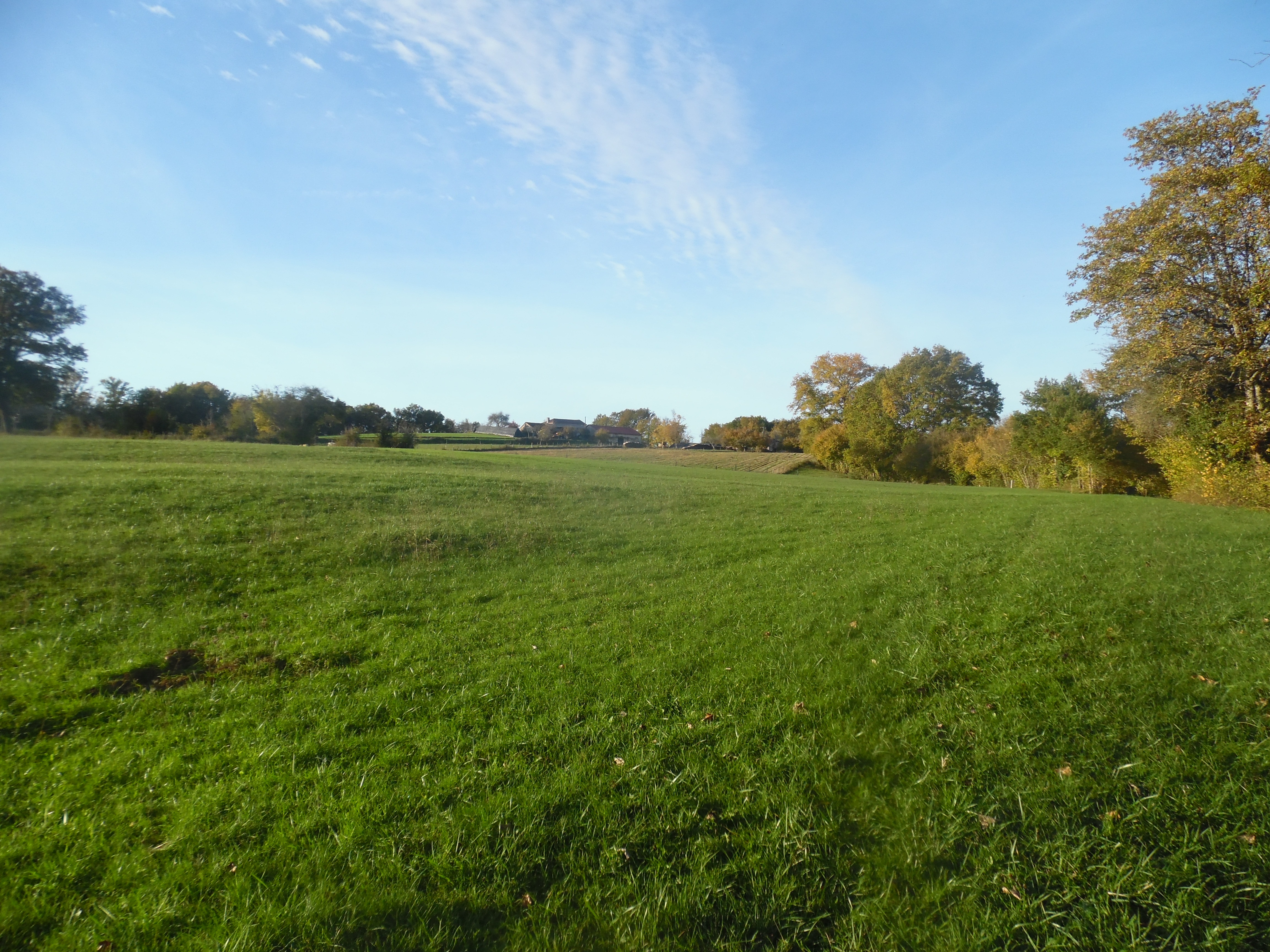
Der Weiler Bargeix von Süden

Die Höhle von Font-Bargeix befindet sich etwa 200 Meter südöstlich des Weilers Bargeix. Sie liegt an einem kleinen linken Seitenarm der Nizonne, am Fuß einer Steilwand. Bis zur im Nordosten vorbeiziehenden D 84 von Saint-Martial-de-Valette nach Léguillac-de-Cercles sind es nur 300 Meter.

## Geologie
Die Höhle hat sich in flachliegenden Rudistenkalken des Unteren Angoumiens gebildet (Turonium – Formation c3b). Diese wurden früher an der D 84 abgebaut. Ihr Einfallen beträgt 4° nach Südwest. Das Untere Angoumien ist hier als weißer, homogener, mikritischer Kreidekalk ausgebildet. Zwischengeschaltet sind gelegentliche Mergellagen. Neben den deutlichen Rudistenbänken sind relativ spärliche Brachiopoden und Foraminiferen enthalten.

## Beschreibung
Die Höhle öffnet zu einem Wohnplatz unter einem Abri am Eingang. Der Boden vor dem Abri ist wegen eines nicht versiegenden Wasserlaufs sumpfig und im Winter mit Wasser bedeckt. Ihre Gesamtlänge ist 75 Meter, wobei die eigentliche Bildhöhle nur die letzten 40 Meter beansprucht. Die ersten 35 Meter sind leicht zu bewältigen, der Gang besitzt eine Breite von 1,50 Meter bei ausreichender Höhe. Hinter einer Engstelle reduziert sich die Ganghöhe jedoch dann auf nur noch durchschnittlich 50 Zentimeter, die Breite bewegt sich zwischen 1 und 2 Meter. Aufgrund dieser Zugangsschwierigkeiten wurde die Bildhöhle erst später durch Christian Carcauzon und Didier Raymond entdeckt, obwohl die Ausgrabungen von Claude Barrière am Eingangsbereich bis 1983 am Andauern waren.

## Forschungsgeschichte
Die Höhle von Font-Bargeix war erst im Dürrejahr 1976 entdeckt worden. Die Höhle und ihr unterirdischer Flusslauf öffnen sich zu einem Fundplatz des Magdaléniens, der zwischen 1978 und 1983 unter der Leitung von Claude Barrière mehrmals untersucht wurde.
Am 9. März 1986 wurden sodann im tiefen und sehr engen Teil der Höhle erstmals die sehr delikaten paläolithische Ritzzeichnungen erkannt.

## Ausgrabungen im Abri unter Claude Barrière
Die Ausgrabungen unter der Leitung von Claude Barrière trafen unter einer mittelalterlichen Lage zwei Besiedlungsabfolgen, die dem Oberen Magdalénien zugeordnet wurden. Als bezeichnende Artefakten fanden sich Laugerie-Basse-Spitzen, Teyjat-Spitzen, Kerbspitzen des Magdaléniens, einige geometrisch geformte Mikrolithen, Papageienschnabelstichel, beidseitig gezähnte und mit Rillen versehene Harpunen aus Rentiergeweih, aber auch Spitzen des Aziliens. Die Erstbesiedlung hatte auf den eingestürzten Schichten der Abriwölbung stattgefunden. Es kamen zwei große Feuerstellen aus Quarzgeröllen zum Vorschein, außerdem fand sich eine stattliche Knochenplatte. Sie war zerbrochen, geschrammt und mit vielen sich durchkreuzenden Linien eingekritzt.

## Artefaktenfunde
Bei den Steinartefakten überwiegen eindeutig verschiedene Arten von Rückenmessern, von denen 447 gefunden wurden. Es folgen sodann Stichel mit 219 Funden, darunter waren aber nur 4 Papageinschnabelstichel. Abschläge von Sticheln waren mit 369 Exemplaren sehr zahlreich. Claude Barrière erwähnt überdies 21 Mikrostichel. An verschiedenen Schabern sind 110 vorhanden, darunter auch einige kombinierte Schaber-Stichel. In der oberen Schicht wurden auch  Rundschaber angetroffen, welche bereits ins Azilien zu platzieren sind. Unter den Spitzen treten mehrere Typen auf, darunter Teyjat-Spitzen, Laugerie-Basse-Spitzen, Kerbspitzen, Azilien-Spitzen und allein 116 Großkreisspitzen. Zusätzlich erschienen neben Dornen noch verschiedene Arten von Klingen.
Artefakten aus Knochenmaterial sind sehr selten. Zu nennen sind nur 3 Speerspitzen mit doppelt abgefaster Basis sowie die Basis einer beidseitig gezähnten Harpune.
Was Kunstgegenstände anbetrifft, so sind einige eingeritzte Knochenreste zu erkennen (mit eventueller Darstellung eines Bären), eine Steinperle, eine durchbohrte Muschelklappe und einige Fossilien wie Seeigel und Rynchonelliden.
Auch Tierknochenreste wurden angetroffen, jedoch in schlechtem Erhaltungszustand. Darunter befanden sich Knochen von Rentier, Wildpferd, Wisent, Rothirsch, Wildschwein, Kleinräubern und Nagetieren. Schließlich sind auch noch einige wenige Menschenknochen erwähnenswert.

## Ritzzeichnungen
Die im hinteren und engen Abschnitt der Höhle angetroffenen Ritzzeichnungen bestehen aus:
- 16 menschlichen Darstellungen
- 6 Tieren
- 3 Zeichen
- 6 Strichgruppierungen.

Die menschlichen Darstellungen enthalten eine vollständige menschliche Figur, eine schematische Frauenfigur, 13 Vulven und einen Phallus. Unter den Tieren befinden sich 2 Rinder, ein Pferd, ein Hirschartiger (höchstwahrscheinlich), ein anderer Herbivor und ein unbestimmter Tierkopf. Die Zeichen bestehen aus einem Halbkreis mit Fortsatz, Sicheln und einer Ogive. Unter den Strichgruppierungen finden sich 2 konvergierende Strahlenbündel.

## Alter

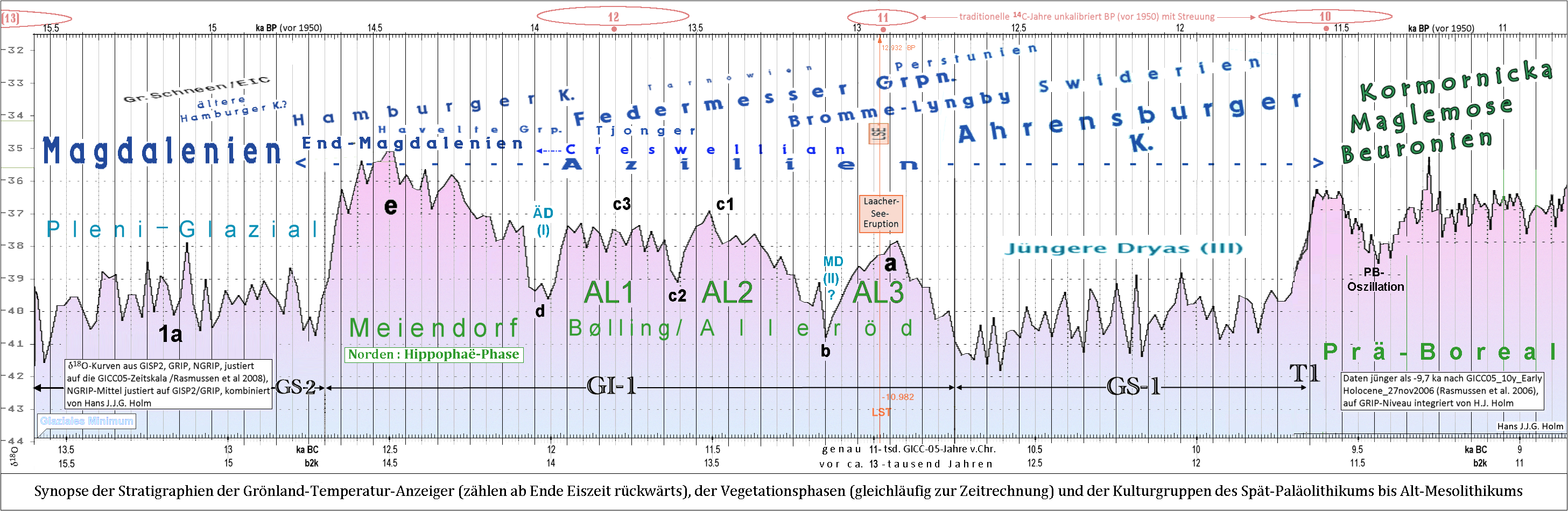
Die Grönland-Eiskerndaten im Vergleich zu den jeweils bestehenden Kulturen

Stil und Thematik der Ritzzeichnungen plädieren auf ausgehendes Magdalénien. Dies stimmt mit den am Eingang der Höhle vorgenommenen Datierungen überein, welche Magdalénien VI ergaben.
Die Artefakten sprechen laut Claude Barrière für End-Magdalénien und den Wechsel zum Azilien. Diese Ansicht wird von Didier Raymond geteilt, der aber noch weitergeht und Jüngere Dryas, ja sogar den Beginn des Präboreals zu erkennen meint.
Das Obere Magdalénien/Endmagdalénien (Breuil V–VI) wird mit ca. 13.000 bis 12.000 Jahre (14C-BP) datiert, das entspricht kalibriert 15.400–14.000 Jahre BP. In das Endmagdalénien fällt um 14.700 Jahre BP die erste Wiedererwärmung mit dem Grönland-Interstadial 1e. Das Azilien setzte um 14.300 Jahre BP ein und dauerte bis 11.600 Jahre BP. Das Holozän begann dann um 11.700 Jahre BP.